# Mariä Himmelfahrt (Adlhausen)

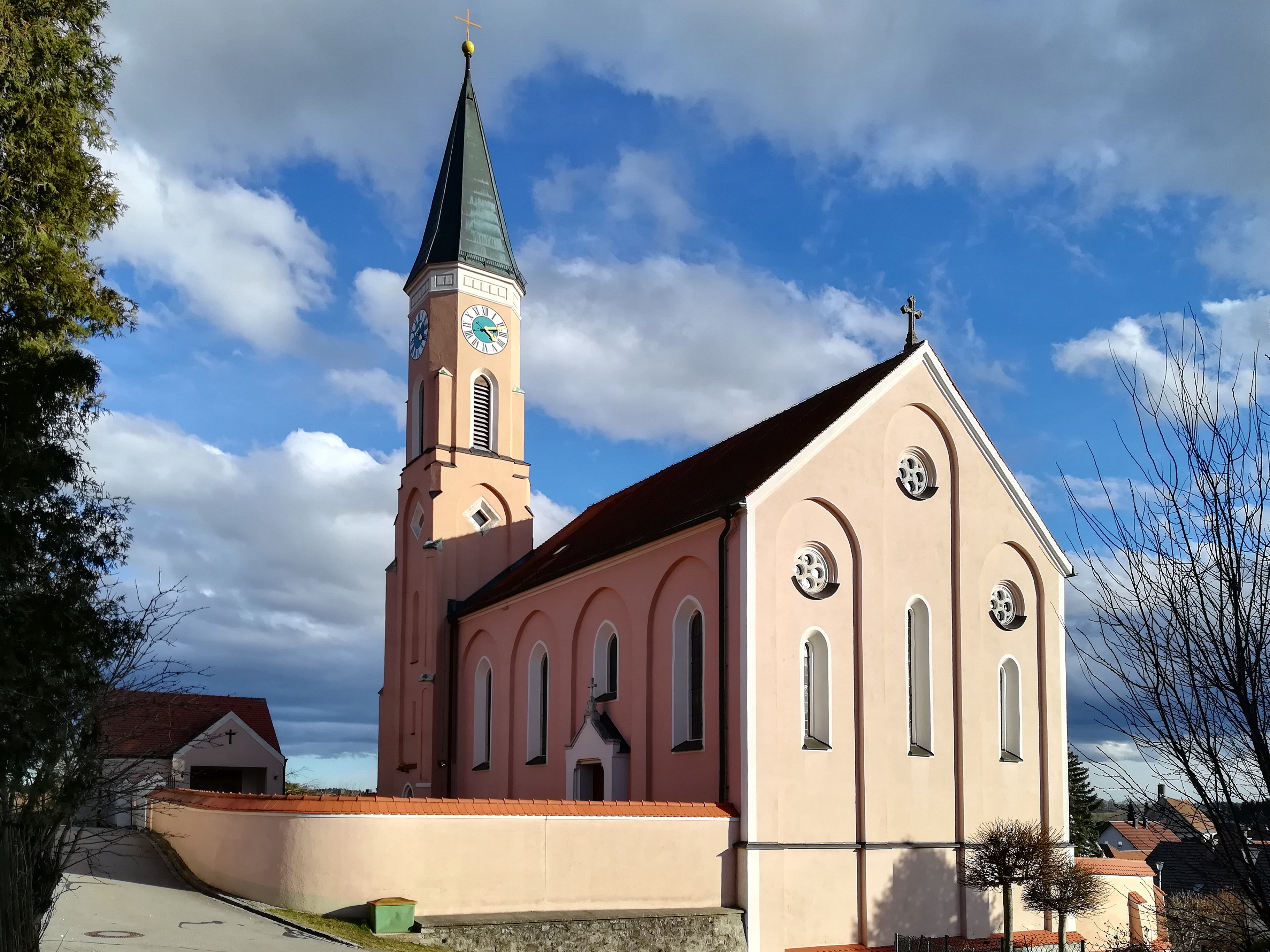
Außenansicht der Filialkirche Mariä Himmelfahrt von Nordwesten

Die römisch-katholische Filialkirche Mariä Himmelfahrt in Adlhausen, einem Ortsteil des Marktes Langquaid im niederbayerischen Landkreis Kelheim, wurde in den Jahren 1864/65 im neugotischen Stil erbaut, nachdem 1858 die Vorgängerkirche durch den Einsturz ihres Turmes fast vollständig zerstört worden war. Die Filialkirche der Pfarrei St. Petrus in Sandsbach ist als Baudenkmal mit der Nummer D-2-73-141-15 beim Bayerischen Landesamt für Denkmalpflege eingetragen. Durch ihre Lage auf einer Anhöhe über dem Tal der Großen Laber ist sie weithin sichtbar.

## Geschichte
Über die Entstehungszeit der ersten Kirche in Adlhausen ist nichts bekannt. Es ist allerdings davon auszugehen, dass spätestens im Zuge der Ansiedlung des seit dem 12. Jahrhundert belegten Adelsgeschlechts eine Kirche als Filiale der Pfarrei Sandsbach erbaut wurde. Aus dem Vorgängerbau der heutigen Kirche sind die spätgotische Marienfigur des Hochaltares, einige Epitaphien aus dem 16. Jahrhundert sowie zwei Glocken von 1554 und 1654 erhalten. In den Jahren 1822 und 1843 entstanden durch Blitzeinschläge schwere Schäden am Kirchturm. In der Nacht vom 26. auf den 27. Oktober 1858 stürzte dieser ein und begrub das Langhaus unter sich. Aufgrund seiner Baufälligkeit waren bereits kurz zuvor Teile der Altäre in Sicherheit gebracht worden und blieben so erhalten. Auch die drei Glocken überstanden den Einsturz des Turmes weitgehend unbeschadet. Dagegen wurden die Kanzel, das Gestühl und die Orgel zerstört.
Obwohl von offiziellen Stellen vorgeschlagen wurde, die Kirche nicht wieder aufzubauen und die Gottesdienste stattdessen in der Filialkirche St. Stephan im Nachbarort Laaber abzuhalten, wurde nach zahlreichen Protesten aus der Bevölkerung im Jahr 1860 der Architekt Leonhard Schmidtner mit der Planung einer neuen Kirche beauftragt. Am 1. Mai 1864 erfolgte die Grundsteinlegung. Nach nur rund sieben Monaten war der Bau bis auf den Turm, der 1865 angefügt wurde, fertiggestellt. Nachdem 1867 auch die Inneneinrichtung abgeschlossen war, konnte der Regensburger Bischof Ignatius von Senestrey am 2. September 1867 die Kirchweihe vollziehen. Im Jahr 1868 wurde der Kirchenbezirk mit der Friedhofsmauer eingefasst.
Der Bau wurde 1905 renoviert. Bei der Innenrenovierung von 1987 bis 1989 wurde das ursprünglich bis zu den Langhauswänden reichende Gestühl gekürzt. Außerdem wurden Holzdecke und Empore von einer nicht originalen Fassung befreit sowie Reste originaler Malereien am Chorbogen und in den Laibungen der Chorfenster entdeckt und nach Befund rekonstruiert.
In der Adlhausener Kirche wird jedes Jahr zur Weihnachtszeit eine detail- und figurenreiche Krippe aufgebaut, die 1930/31 von einem ortsansässigen Brüderpaar aus alltäglichen Materialien in liebevoller Detailarbeit geschaffen wurde. Nachdem sie für einige Zeit aus dem Kirchenraum verschwunden gewesen war, wurde sie 1981 in einem Holzschuppen wieder entdeckt und wird seither wieder jährlich aufgebaut.

## Architektur

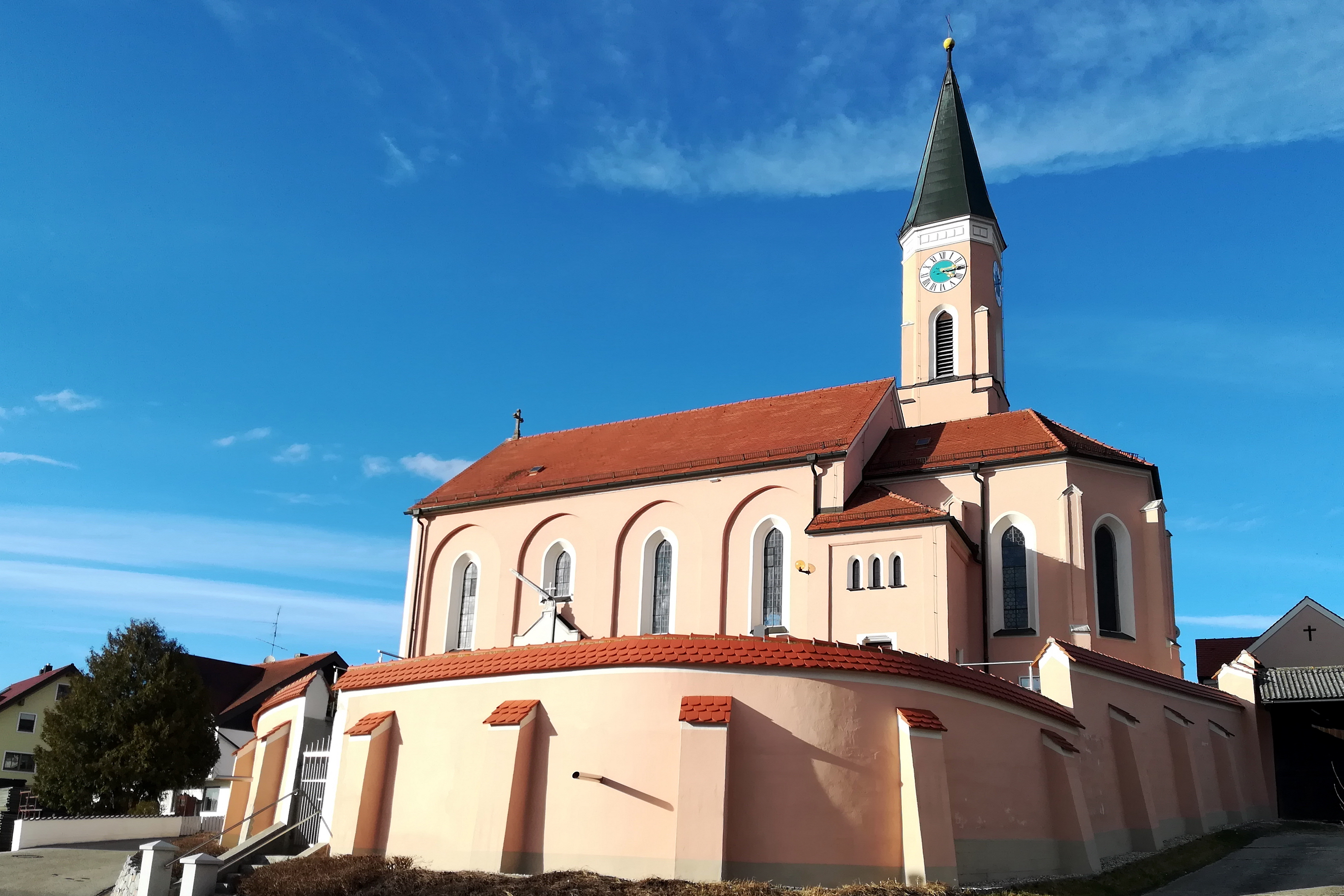
Außenansicht von Süden

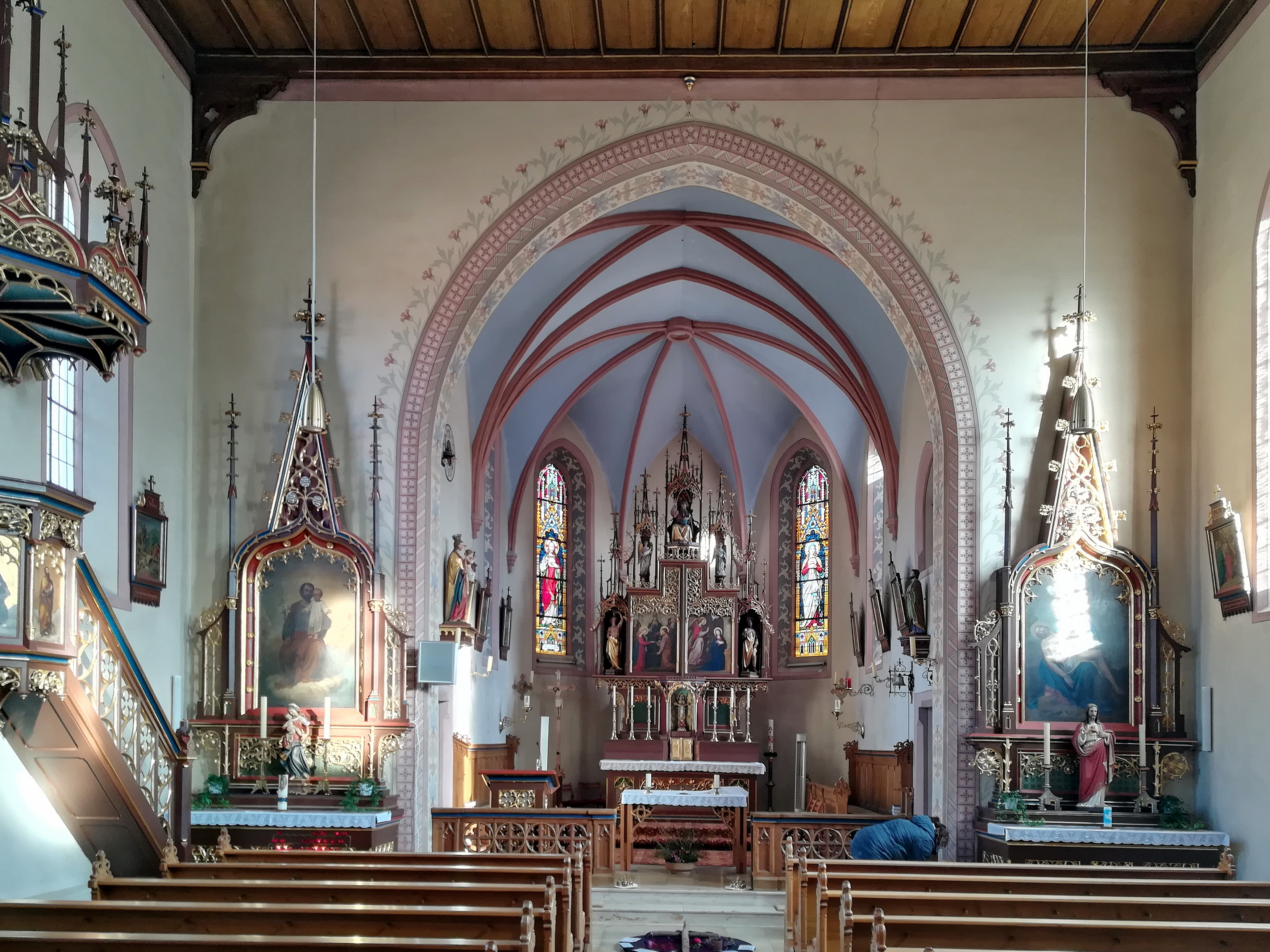
Innenansicht

### Außenbau
Die nach Osten ausgerichtete Saalkirche umfasst ein Langhaus mit vier Fensterachsen und einen eingezogenen Chor mit einem Joch und Fünfachtelschluss. Beide Baukörper besitzen ein Satteldach, wobei das des Chores geringfügig niedriger als das des Langhauses ist. Der Bau ist vollständig verputzt und in einem Rotton getüncht. Der Chor wird außen durch einmal abgesetzte Strebepfeiler mit Spitzdachung gegliedert. Die Fenster sind spitzbogig mit gekehlten weiß getünchten Laibungen. Die schmäleren, ebenfalls spitzbogigen Langhausfenster mit gekehlten, weißen Laibungen befinden sich innerhalb von großen, bis fast zum Boden reichenden Spitzbogenblenden. Der Spitzbogen ist hier allerdings nur sehr schwach ausgebildet. Die Westfassade wird von drei ebensolchen Spitzbogenblenden belebt, die jeweils ein sehr schmales, spitzbogiges Fenster und ein Rosettenfenster mit Maßwerk enthalten. Auf dem Dachfirst steht oberhalb der Westfassade ein Steinkreuz. Im dritten Langhausjoch von Osten befinden sich auf der Nord- und Südseite die beiden Kirchenportale. Diese besitzen jeweils einen geraden Sturz und sind von einem Dreiecksgiebel mit Steinkreuz bekrönt.
An den Chor ist südlich die zweigeschossige Sakristei, nördlich der Turm angebaut. Dessen quadratischer Unterbau wird von Spitzbogenblenden und zweimal abgesetzten Eckstreben gegliedert. Der Oberbau mit abgeschrägten Kanten und Eckstreben enthält nach vier Seiten spitzbogige Schallöffnungen, darüber die Ziffernblätter der Turmuhr und ein Felderfries. Den oberen Abschluss des Turmes bildet ein Spitzhelm mit Kugel und Kreuz.

### Innenraum
Der Chor wird von einem Kreuzrippengewölbe mit spitzem Gurtbogen überspannt. Im Chorschluss befindet sich an der Rippenkreuzung ein runder Schlussstein. Die Rippen ruhen auf Profilkonsolen an den ansonsten ungegliederten Wänden. Der Chorbogen ist spitzbogig ausgeführt und beidseits gefast. Das Langhaus wird von einer flachen Holzdecke überspannt. In der westlichen Achse ist eine hölzerne Empore eingezogen.

## Ausstattung

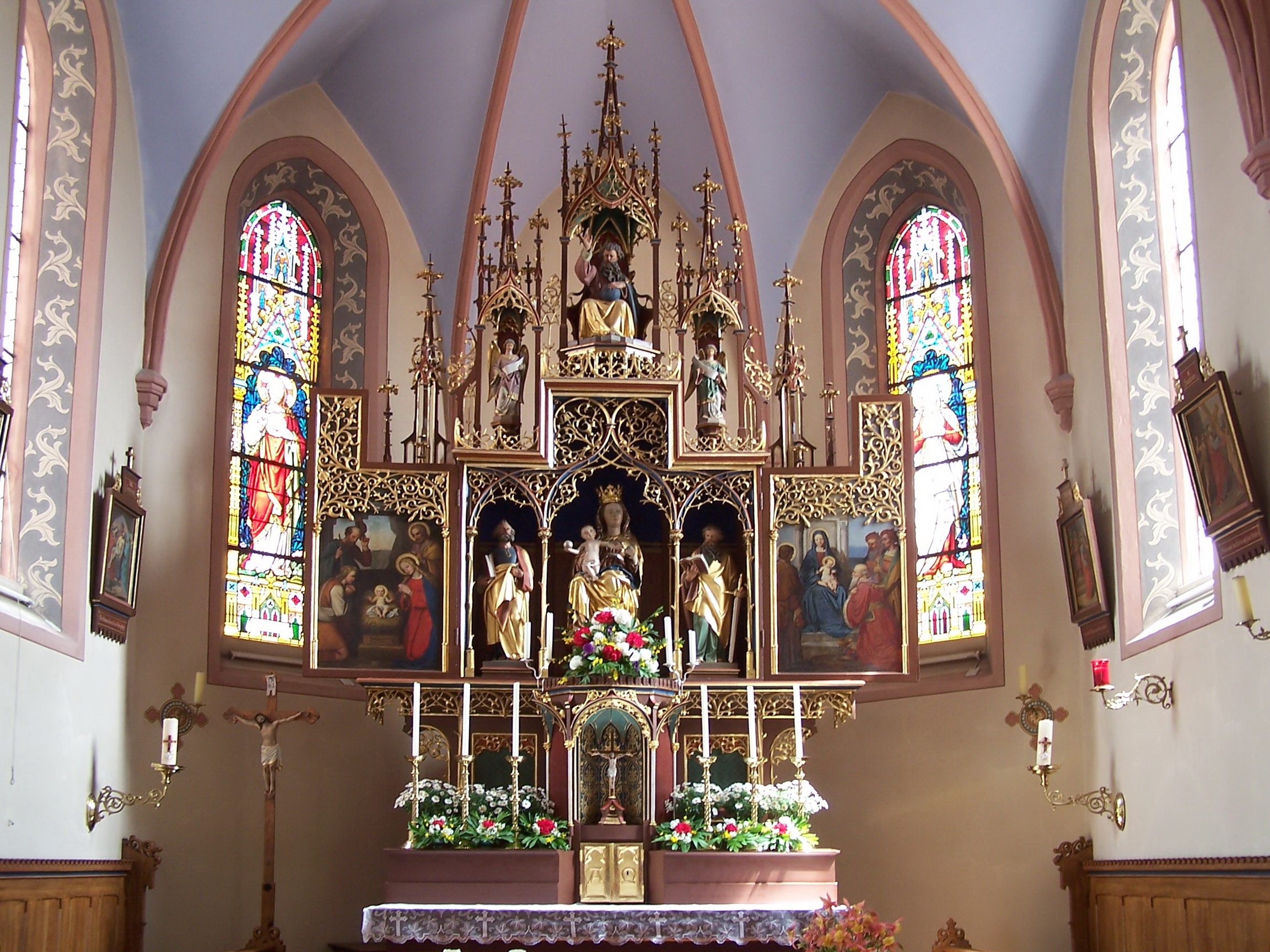
Hochaltar

### Hochaltar
Der Hochaltar ist ein neugotischer Schreinaltar. Unter geschnitztem Schleierwerk im Schrein befindet sich eine spätgotische Marienfigur mit Kind, die auf die Zeit um 1480 datiert wird und wohl noch vom Altar der Vorgängerkirche stammt. Die sitzende Maria reicht dabei dem auf ihrem rechten Bein sitzenden Kind, das in der rechten Hand die Weltkugel hält, eine Weintraube. Die ursprünglich zu dem neugotischen Altar gehörende Marienfigur befindet sich heute an der Nordwand im Chor. Die Hauptfigur von Figuren der Heiligen wird von Petrus und Paulus flankiert. Die drei Figuren sind nur bei geöffneten Altarflügeln zu sehen. An den Flügelaußenseiten sind die Verkündigung an Maria und die Vermählung Mariens dargestellt, an den Innenseiten die Anbetung der Hirten und der Heiligen Drei Könige. Außerhalb des Schreins befinden sich die Seitenfiguren der Heiligen Sebastian (links) und Rochus (rechts). Der in der Mitte überhöhte Altaraufbau ist durch ein Gesprenge aus krabbenbesetzten Fialen mit Kreuzblumen bekrönt. Den Fialen sind Figuren von Gott Vater und zweier Engel eingestellt.

### Seitenaltäre
Die neugotischen Seitenaltäre sind zu beiden Seiten des Chorbogens aufgestellt. Sie werden jeweils von drei Fialen mit Kreuzblumen bekrönt, wobei die mittlere durch ihren breiteren, mit geschnitztem Schleierwerk verzierten Aufbau deutlich hervorgehoben ist. Das Altarblatt des nördlichen (linken) Seitenaltares wurde laut Signatur 1870 von dem Münchner Maler Josef Zenker geschaffen. Es stellt den heiligen Josef mit dem Jesuskind auf einer Wolke dar. Auf der Mensa befindet sich eine Marienfigur mit Kind jüngeren Datums. Am südlichen (rechten) Seitenaltar zeigt das Altarblatt die Beweinung Christi. Es wurde 1867 von dem aus Dingolfing stammenden Maler Anton Bernreiter geschaffen, der damals in Lauingen tätig war. Auf der Mensa steht eine Herz-Jesu-Figur.

### Kanzel
Die neugotische Kanzel umfasst einen polygonalen Korpus mit Darstellungen der vier Evangelisten, der mit geschnitztem Schleierwerk verziert ist und auf einem hohen Sockel ruht. Die Brüstung der Kanzelstiege ist mit geschnitztem Maßwerk, unter anderem mit Vierpassmotiven, verziert. Der Schalldeckel ist mit zahlreichen Fialen mit Kreuzblumen besetzt. Im bekrönenden baldachinartigen Aufsatz befindet sich eine Figur, die Christus als den guten Hirten darstellt.

### Kreuzweg
Der durch Spenden von Gemeindemitgliedern finanzierte Kreuzwegzyklus wurde von dem Kelheimer Bildhauer Matthias Stadler und dem Münchner Maler Josef Zenker geschaffen. Die vierzehn Tafeln in Schnitzrahmen wurden am 7. Februar 1866 vom Regensburger Bischof Ignatius von Senestrey geweiht.

### Glasfenster
Die bunt verglasten Fenster an den Schrägseiten des Chorschlusses wurden 1890 von der Münchner Glasmalereianstalt Zettler angefertigt. Sie stellen Christus (links) und Maria (rechts) dar.

### Epitaphien
In der Kirche befinden sich mehrere Epitaphien aus dem 16. Jahrhundert. Das interessanteste ist innen neben dem Südportal angebracht und Veit Lung zu Blaneckh († 1583) und seiner Ehegattin Anna († 1553) gewidmet. Unter der von Rollwerk eingefassten Inschrift befindet sich ein Relief der knienden Familie mit Wappen.

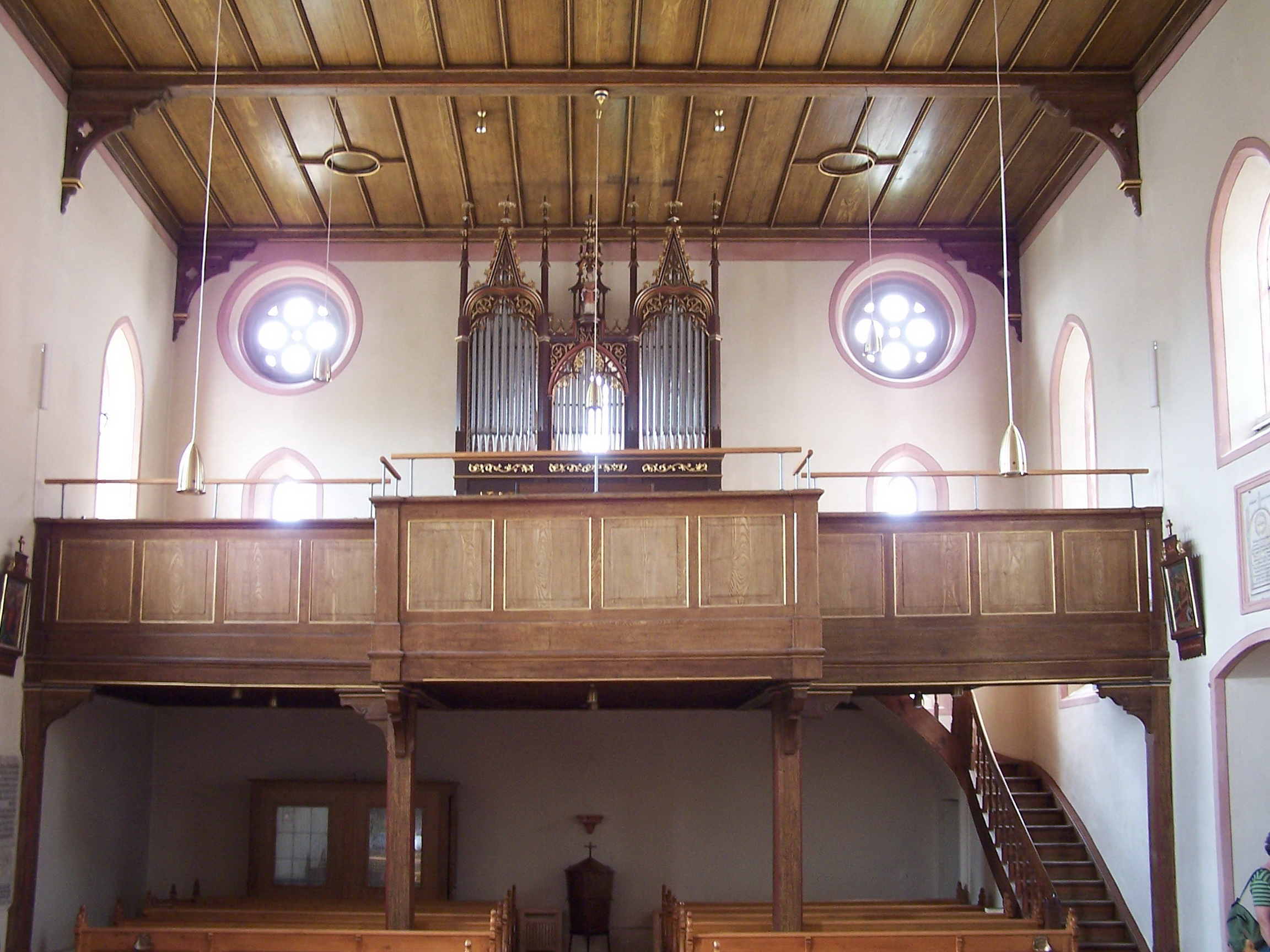
Blick zur Orgelempore

### Orgel
Die gerade neu erbaute Kirche erhielt wohl noch im Jahr 1865 eine Orgel des Regener Orgelbauers Ludwig Edenhofer in einem dreiteiligen neugotischen Prospekt. Seit 1925 enthält dieser die heutige Orgel von Michael Weise aus Plattling. Das Kegelladeninstrument mit pneumatischen Spiel- und Registertrakturen umfasst insgesamt elf Register auf zwei Manualen und Pedal. Der Spieltisch ist freistehend ausgeführt. Die Disposition lautet wie folgt:
| I. Manual C–f3 |             |       |
| 1.             | Principal 0 | 8′    |
| 2.             | Gamba       | 8′    |
| 3.             | Flöte       | 8′    |
| 4.             | Octav       | 4′    |
| 5.             | Mixtur      | 2 ⁄3′ |

| II. Manual C–f3 |                    |    |
| 6.              | Salicional         | 8′ |
| 7.              | Aeoline            | 8′ |
| 8.              | Vox coelestis      | 8′ |
| 9.              | Lieblich Gedackt 0 | 8′ |

| Pedal C–d1 |           |     |
| 10.        | Subbaß    | 16′ |
|            | Zartbaß 0 | 16′ |

- Koppeln: II/I, II/P, I/P, Super II/I, Sub II/I
- Das Register Zartbaß wird durch Windabschwächung aus dem Subbaß 16' gewonnen.

### Glocken
Im Turm hängt ein vierstimmiges Geläut, das sich aus zwei historischen Glocken und zwei Glocken jüngeren Datums zusammensetzt. Die älteste Glocke wurde 1554 gegossen, eine weitere 1654 von Georg Schelchshorn in Regensburg. Die beiden neueren Glocken wurden 1950 von der Gießerei Hamm-Hofweber in Regensburg geschaffen. Sie ersetzten zwei Glocken von Anton Joseph Bachmair, die 1891 in Erding gegossen worden waren. Von diesen war eine im Ersten Weltkrieg beschlagnahmt und 1927 durch eine neue Glocke ersetzt worden.